# Liste der Biografien/Wiec
Liste der Biografien |
Portal Biografien |
Personensuche
# |
A |
B |
C |
D |
E |
F |
G |
H |
I |
J |
K |
L |
M |
N |
O |
P |
Q |
R |
S |
T |
U |
V |
W |
X |
Y |
Z |
?
 
Wa |
Wc |
Wd |
We |
Wh |
Wi |
Wj |
Wl |
Wn |
Wo |
Wr |
Ws |
Wt |
Wu |
Ww |
Wy |
Wz
 
Wia |
Wib |
Wic |
Wid |
Wie |
Wif |
Wig |
Wih |
Wii |
Wij |
Wik |
Wil |
Wim |
Win |
Wio |
Wip |
Wir |
Wis |
Wit |
Wiv |
Wiw |
Wix |
Wiz
 
Wiea |
Wieb |
Wiec |
Wied |
Wief |
Wieg |
Wieh |
Wiej |
Wiek |
Wiel |
Wiem |
Wien |
Wiep |
Wier |
Wies |
Wiet |
Wiev |
Wiew |
Wiey |
Wiez
Die Liste der Biografien führt alle Personen auf, die in der deutschsprachigen Wikipedia einen Artikel haben. Dieses ist eine Teilliste mit 106 Einträgen von Personen, deren Namen mit den Buchstaben „Wiec“ beginnt.

## Wiec

### Wiece
- Więcek, Feliks (1904–1978), polnischer Radrennfahrer
- Więcek, Kuba (* 1994), polnischer Jazzmusiker (Alt- und Sopransaxophon, Komposition)
- Więcek, Maksymilian (1920–2006), polnischer Eishockeyspieler und -trainer sowie Basketball- und Handballspieler
- Wiecek, Miroslav (1931–1997), tschechischer Fußballspieler
- Więcek, Piotr (* 1990), polnischer Driftfahrer

### Wiech
- Wiechatzek, Gabriele (* 1948), deutsche Politikerin (CDU), MdA, MdB
- Wiechec, Samm, US-amerikanische Schauspielerin
- Wiechel-Kramüller, Christian (* 1966), deutscher Fachjournalist, Autor, Herausgeber und Verleger
- Wiechens, Heinrich (1884–1949), deutscher Kommunalpolitiker
- Wiechers, Bernfried (* 1973), deutscher Fußballspieler
- Wiechers, Hans-Peter (* 1948), deutscher Journalist, Herausgeber, Sachbuch- und Drehbuch-Autor sowie Filmregisseur und Produzent von Dokumentarfilmen
- Wiechers, Henning (* 1974), deutscher Handballtorwart
- Wiechers, Rüdiger Hermann (* 1943), deutscher Bankmanager
- Wiechers, Ulrich (1949–2023), deutscher Jurist, Vorsitzender Richter am Bundesgerichtshof
- Wiechert, Emil (1861–1928), deutscher Physiker und SeismologeEmil Wiechert (1861–1928)

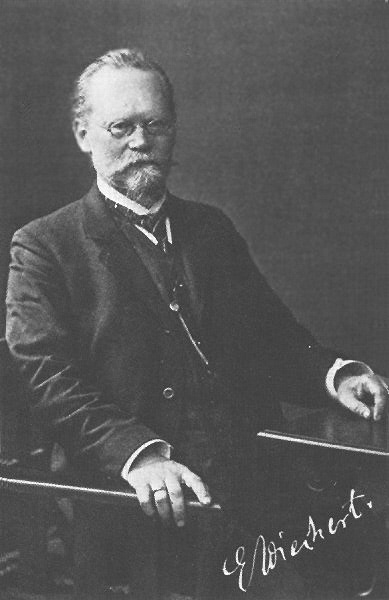
Emil Wiechert (1861–1928)

- Wiechert, Erna (1905–1974), deutsche Politikerin (SPD), MdA
- Wiechert, Ernst (1887–1950), deutscher SchriftstellerErnst Wiechert (1887–1950)

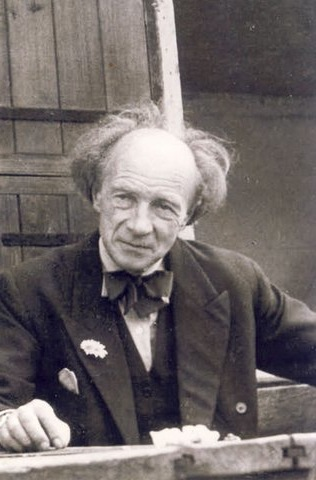
Ernst Wiechert (1887–1950)

- Wiechert, Horst (* 1938), deutscher Physiker
- Wiechert, Jan (* 1982), deutscher Autor und Historiker
- Wiechert, Jason (* 1980), US-amerikanischer Schauspieler und Filmproduzent
- Wiechert, Karl (1899–1971), deutscher Politiker (SPD), MdL, Journalist und Oberstadtdirektor von Hannover
- Wiechert, Kurt (1880–1934), deutscher Verwaltungsjurist
- Wiechert, Richard (1906–1978), deutscher SS-Untersturmführer
- Wiechert, Rudolf (1928–2013), deutscher Chemiker und Erfinder
- Wiechert, Wolf (* 1938), deutscher Schriftsteller und Lyriker
- Wiechert, Wolfgang (* 1960), deutscher Biologe und Leiter des Institutes für Biotechnologie Jülich
- Wieching, David (* 1987), deutscher Filmeditor
- Wiechmann, André (* 1970), deutscher Badmintonspieler
- Wiechmann, Carl Michael (1828–1883), deutscher Gutsbesitzer, Landwirt und Heimatforscher
- Wiechmann, Carlo (1886–1967), deutscher Oberbundesanwalt
- Wiechmann, Claudia (* 1955), deutsche Politikerin (DP), MdL
- Wiechmann, Daniel (* 1974), deutscher Journalist und Schriftsteller
- Wiechmann, Gerhard (* 1958), deutscher Historiker
- Wiechmann, Hans-Gerd (* 1949), deutscher Politiker (DVU), Landesvorsitzender der DVU
- Wiechmann, Heike (* 1963), deutsche Designerin, Illustratorin und Kinderbuchautorin
- Wiechmann, Heinz, deutscher Beamter, Leiter des Landesamtes für Verfassungsschutz in Berlin (1953–1965)
- Wiechmann, Jan Christoph (* 1967), deutscher Journalist
- Wiechmann, Nils (* 1976), deutscher Politiker (Bündnis 90/Die Grünen), MdL
- Wiechmann, Peter (1939–2020), deutscher Redakteur, Comicautor und Übersetzer
- Wiechmann, Rudi (1929–2007), deutscher Politiker (FDP), MdL
- Wiechowicz, Stanisław (1893–1963), polnischer Komponist
- Wiechowski, Wilhelm Friedrich (1873–1928), böhmischer Pharmakologe
- Wiechowski, Wilhelmine (1834–1925), Frauenrechtlerin in Österreich-Ungarn
- Wiechowski, Withold (1907–1971), deutscher Elektrotechniker
- Wiechula, Arthur (1867–1941), deutscher Landschaftsarchitekt

### Wieck
- Wieck, Alwin (1821–1885), deutscher Geiger und Musiklehrer
- Wieck, Barbara (* 1951), deutsche Leichtathletin
- Wieck, Bernhard (1845–1913), deutscher Ingenieur und Manager
- Wieck, Danny (* 1991), deutscher Schwimmsportler
- Wieck, Dorothea (1908–1986), deutsche Theater- und FilmschauspielerinDorothea Wieck (1908–1986)

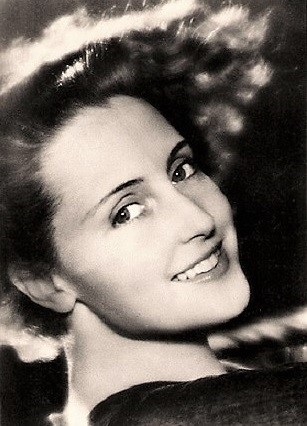
Dorothea Wieck (1908–1986)

- Wieck, Friedrich (1785–1873), deutscher Musiker und Musikpädagoge, Vater von Clara Schumann
- Wieck, Friedrich Georg (1800–1860), deutscher technologischer Schriftsteller und Industrieller
- Wieck, Hans Heinrich (1918–1980), deutscher Psychiater und Neurologe
- Wieck, Hans-Georg (1928–2024), deutscher Diplomat
- Wieck, Herward (* 1935), deutscher Handballspieler und Handballtrainer
- Wieck, Jasper (* 1965), deutscher Diplomat
- Wieck, Marie (1832–1916), deutsche Pianistin und Sängerin
- Wieck, Michael (1928–2021), deutscher Violinist und Autor
- Wieck, Thomas (* 1945), deutscher Dramaturg, Librettist und Hörspielautor
- Wieck, Wilfried (1938–2000), deutscher Psychologe und Schriftsteller
- Wiecke, Paul (1862–1944), deutscher Schauspieler, Theaterleiter und Regisseur
- Wieckenberg, André (* 1979), deutscher Radiomoderator
- Wieckenberg, Ernst-Peter (* 1935), deutscher Germanist, Romanist und Lektor
- Wieckhoff, Jannes (* 2000), deutscher Fußballspieler
- Wieckhorst, Karin (* 1942), deutsche Fotografin
- Wieckhorst, Ute (* 1971), deutsche Schauspielerin und Schauspieldozentin
- Wiecki, Bernhard von (1884–1940), römisch-katholischer Geistlicher und NS-Opfer
- Więckiewicz, Robert (* 1967), polnischer Schauspieler
- Więckowski, Marian (1933–2020), polnischer Radrennfahrer

### Wiecz
- Wieczerkowski, Wilhelm (1927–2014), deutscher Psychologe
- Wieczerzak, Alexander (* 1991), deutscher JudokaAlexander Wieczerzak (* 1991)

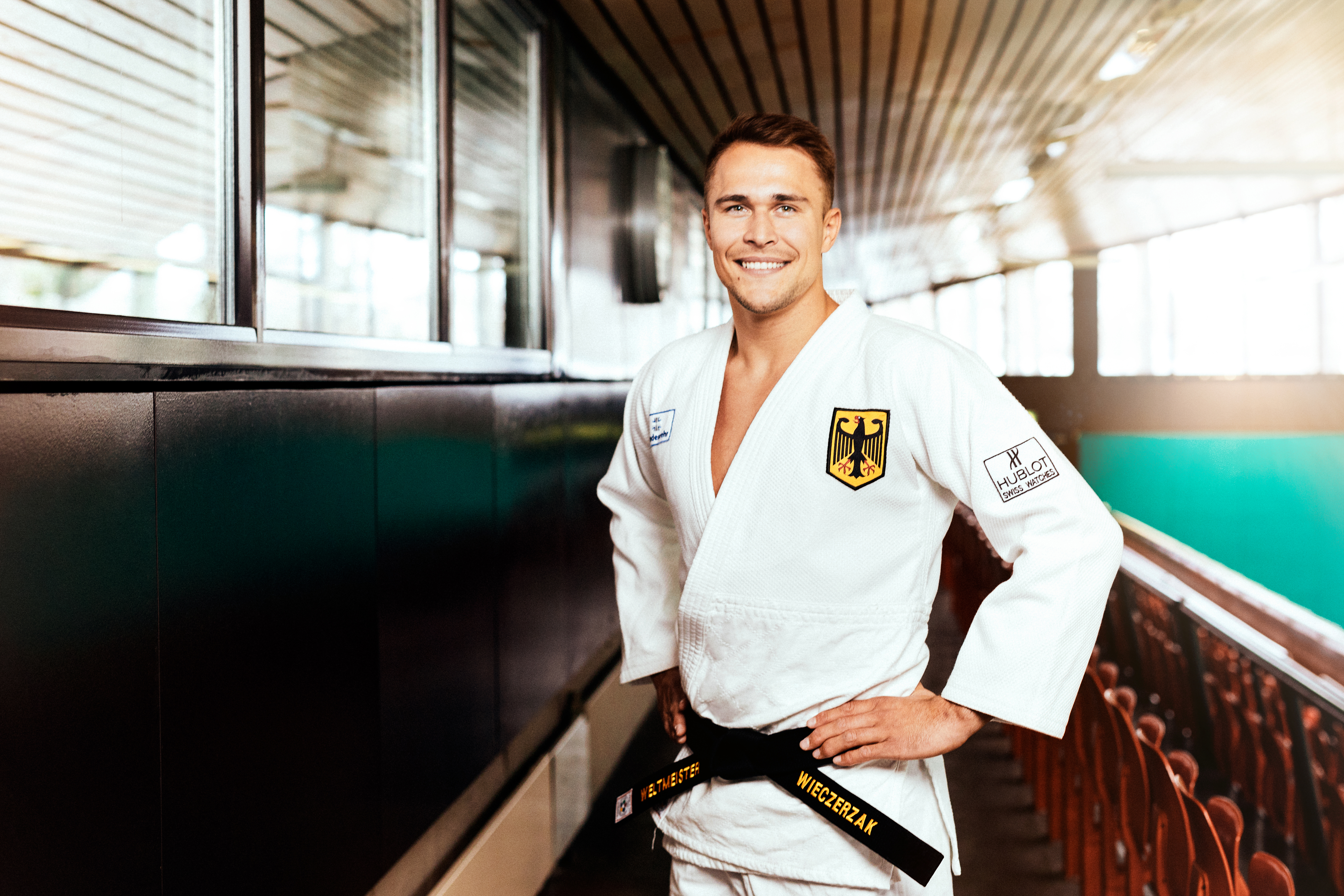
Alexander Wieczerzak (* 1991)

- Wieczisk, Georg (1922–2011), deutscher Sporthistoriker und Sportfunktionär der DDR
- Wieczoreck, Heinz (* 1940), deutscher Fußballspieler
- Wieczorek, Alfried (* 1954), deutscher Archäologe, Leitender Direktor der Reiss-Engelhorn-Museen in Mannheim
- Wieczorek, Andreas (* 1974), deutscher Fußballspieler
- Wieczorek, Antoni (1924–1992), polnischer Skispringer und Skisprungtrainer
- Wieczorek, Bertram (* 1951), deutscher Arzt und Politiker (CDU), MdV, MdB
- Wieczorek, Burghild (1943–2016), deutsche Weitspringerin
- Wieczorek, Christian (* 1985), deutscher Fußballspieler
- Wieczorek, Clemens (* 1924), deutscher Fußballspieler
- Wieczorek, Dariusz (* 1965), polnischer Politiker und Ingenieur
- Wieczorek, David (* 1996), US-amerikanischer Volleyballspieler
- Wieczorek, Eva Janina (* 1951), deutsch-polnische Malerin
- Wieczorek, Harald (* 1948), deutscher Schauspieler und AutorHarald Wieczorek (* 1948)

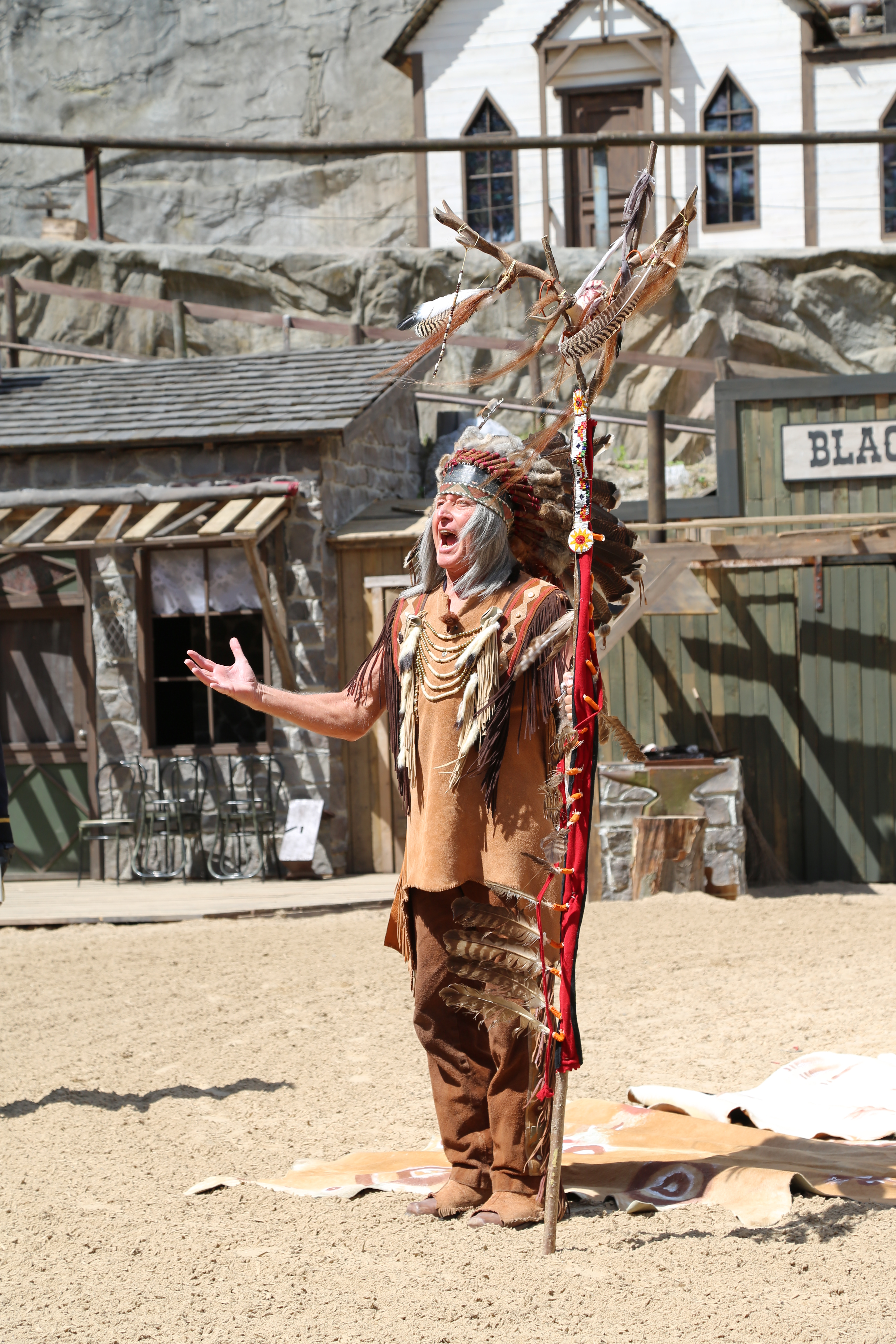
Harald Wieczorek (* 1948)

- Wieczorek, Heinz (* 1934), deutscher Fußballspieler
- Wieczorek, Helene (1904–1947), deutsche Psychiaterin und Euthanasietäterin
- Wieczorek, Helmut (1934–2010), deutscher Manager und Politiker (SPD), MdB
- Wieczorek, Henryk (* 1949), polnischer Fußballspieler
- Wieczorek, Jan Walenty (1935–2023), polnischer Geistlicher, römisch-katholischer Bischof von Gliwice
- Wieczorek, Johannes, deutscher politischer Beamter (CDU)
- Wieczorek, Josef (1852–1899), deutscher Architekt und preußischer Baubeamter
- Wieczorek, Jürgen (* 1948), deutscher Politiker (SPD), MdB
- Wieczorek, Kristin (* 1986), deutsche Eiskunstläuferin
- Wieczorek, Mateusz (* 1989), polnischer Biathlet
- Wieczorek, Max (1863–1955), US-amerikanischer Maler
- Wieczorek, Norbert (1940–2022), deutscher Politiker (SPD), MdB
- Wieczorek, Paul (1885–1918), Teilnehmer an der Novemberrevolution in Deutschland
- Wieczorek, Peter (1953–2023), deutscher Fußballspieler
- Wieczorek, Rainer (* 1956), deutscher Schriftsteller
- Wieczorek, Reinhard (* 1945), deutscher Kommunalpolitiker (SPD)
- Wieczorek, Sebastian (* 1979), deutscher Informatiker
- Wieczorek, Thomas (1953–2013), deutscher Autor und freier Journalist
- Wieczorek, Uwe (* 1953), deutscher Kunsthistoriker
- Wieczorek-Zeul, Heidemarie (* 1942), deutsche Politikerin (SPD), MdB und Bundesministerin, MdEPHeidemarie Wieczorek-Zeul (* 1942)

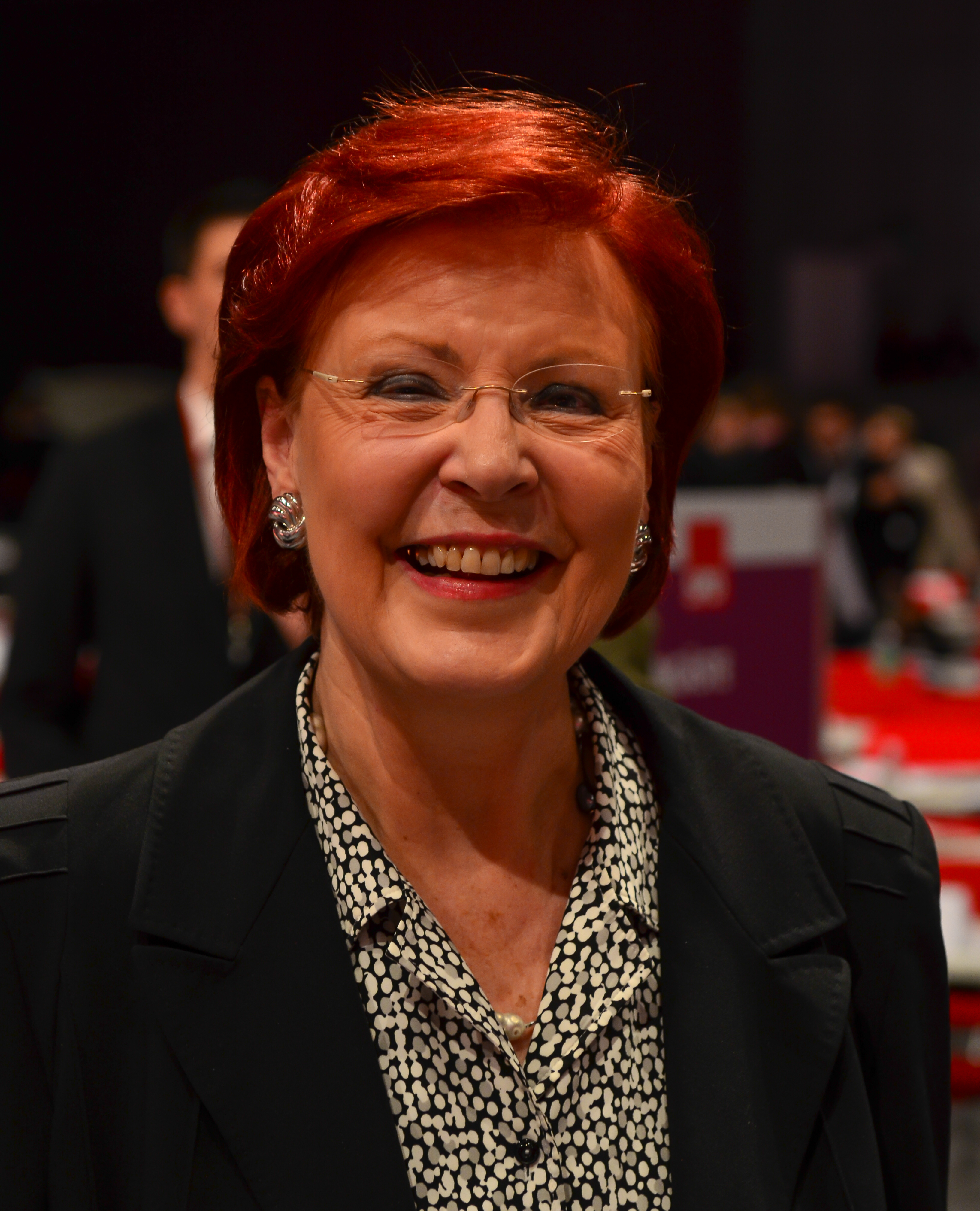
Heidemarie Wieczorek-Zeul (* 1942)

- Wieczorke, Manfred (* 1946), deutscher Rockmusiker und Keyboarder
- Wieczorkowski, Gert (1948–2021), deutscher Fußballspieler